# Еве
Еве је народ који живи у јужној Гани и Тогоу. Говоре Еве језиком и сродни су другим народима који говоре Гбе језицима као што су Фон и Аја у Тогоу и Бенину. На данашњу територију су дошли са истока; њихова прадомовина је Ојо у западној Нигерији. 
Еве су патрилинеални народ, па је оснивач заједнице поглавица, а његови наследници родбина по очевој линији. Религија Еве се заснива на Маву, божанству које је створило свет.